# Симонова (река)
Симонова (устар. река Сергеева) — река в Таймырском Долгано-Ненецком районе Красноярского края, правый приток Енисея.
Длина — 21 км. Исток находится в одном из малых тундровых озёр, западнее озера Сергеево (видимо, отсюда происхождение второго, устаревшего названия), течёт в северо-западном направлении, многочисленные притоки-ручьи собственных названий не имеют. Впадает в Енисей на расстоянии 549 км от устья.
По данным государственного водного реестра России относится к Енисейскому бассейновому округу. Код водного объекта — 17010800412116100106053.